# Глебово (Валдайский район)
Глебово — деревня в Валдайском районе Новгородской области. Входит в состав Короцкого сельского поселения.

## География
Деревня расположена недалеко от районного центра — Валдая.

### Часовой пояс
Деревня Глебово как и вся Новгородская область, находится в часовой зоне МСК (московское время). Смещение применяемого времени относительно UTC составляет +3:00.
История
В 1495 году селение входило в Городенский погост как поместная двухдворная деревня Нахлибие (в названии подчёркивается заболоченность местности — наверное, от слова «хляби»). В писцовой книге 1648 года селение упоминается как «селцо Глебово», принадлежащее помещику Ивану Ивановичу Стогову.

В конце XVIII века продолжатель рода Стоговых построил в усадьбе большой двухэтажный каменный дом, в котором, как святыня, хранилась древняя икона святителя Николая Чудотворца. По преданию, икона была написана в благодарность за чудесное спасение от плена и смерти от рук соплеменников бывшего Ордынского мурзы, обратившегося в православную веру и принявшего святое крещение с именем Клеопа. Эта икона переходила в потомстве Клеопы (получившем фамилию Клеопиных) из поколения в поколение. По родственным связям Клеопина с домом Стоговых, икона была перенесена в усадьбу Глебово. Именно сюда, в Глебово, к чудотворной иконе, в XIX веке стекалось великое множество паломников. Впоследствии этот дом был разрушен, икона из Глебова перенесена в Покровскую церковь в Короцке, а на месте дома построена красивая часовня, имевшая 15 метров длины, 4 — ширины и высотой до купола с вызолоченным крестом — 21 метр. В 1909 году икону возвратили в часовню, которая действовала до 1937 года. На то время в деревне насчитывалось 28 домов, 36 мужчин и 54 женщины.
| 2010 |
| ---- |
| 2    |